# ARA Uruguay
O ARA Uruguay é uma corveta construída em Inglaterra, e é  o maior navio mais antigo ao serviço da Armada Argentina, com mais de 135 anos desde que que foi lançado em Setembro de 1874. O Uruguay fez parte da lendária esquadra do presidente Domingo Faustino Sarmiento, e participou em revoluções, resgates expedições, salvamentos e chegou a ser o quartel-general flutuante da Escola da Marinha. Durante a sua história operacional, 1874–1926, o navio serviu de canhoneira, navio-escola, navio de apoio a expedições, navio de busca e salvamento na Antárctida, pesqueiro e embarcação de levantamento hidrográfico. Atualmente serve de navio-museu em Buenos Aires.
O Uruguay é um dos mais antigos navios na América do Sul, tendo sido construído em 1874 pela Laird Brothers em Birkenhead, Inglaterra, com um custo de 32 000 libras. O navio está aparelhado com uma armadoria de bergantim.